# Summit (Oklahoma)
Summit és un poble dels Estats Units a l'estat d'Oklahoma. Segons el cens del 2000 tenia 226 habitants.

## Demografia
Segons el cens del 2000, Summit tenia 226 habitants, 66 habitatges, i 54 famílies. La densitat de població era de 95,9 habitants per km².
Dels 66 habitatges en un 42,4% hi vivien nens de menys de 18 anys, en un 59,1% hi vivien parelles casades, en un 18,2% dones solteres, i en un 16,7% no eren unitats familiars. En el 15,2% dels habitatges hi vivien persones soles el 10,6% de les quals corresponia a persones de 65 anys o més que vivien soles. El nombre mitjà de persones vivint en cada habitatge era de 3,42 i el nombre mitjà de persones que vivien en cada família era de 3,6.
Per edats la població es repartia de la següent manera: un 42% tenia menys de 18 anys, un 11,9% entre 18 i 24, un 18,1% entre 25 i 44, un 16,4% de 45 a 60 i un 11,5% 65 anys o més.
L'edat mediana era de 22 anys. Per cada 100 dones de 18 o més anys hi havia 74,7 homes.
La renda mediana per habitatge era de 17.917 $ i la renda mediana per família de 15.625 $. Els homes tenien una renda mediana de 16.563 $ mentre que les dones 11.875 $. La renda per capita de la població era de 6.390 $. Entorn del 34,5% de les famílies i el 47,5% de la població estaven per davall del llindar de pobresa.

## Poblacions més properes
El següent diagrama mostra les poblacions més properes.